# El folklore de Chile, vol. III – La cueca presentada por Violeta Parra
 El folklore de Chile, vol. III – La cueca presentada por Violeta Parra, también conocido como La cueca presentada por Violeta Parra, o La cueca es un álbum de la folclorista chilena Violeta Parra, editado en 1959 en vinilo por Odeón, como parte de su serie El Folclore de Chile, a la que Violeta contribuyó con cinco volúmenes.
Como parte de su labor como recopiladora de música tradicional del campo chileno, desarrollada principalmente en la década de 1950, Violeta Parra lanzó varios álbumes a través de EMI Odeón Chilena, en donde combinó sus propias composiciones con las que reunió en sus recorridos por el campo de Chile, especialmente en la zona central. En particular, sus álbumes La tonada y La cueca intentan familiarizar al público fonográfico chileno de la época con los ritmos tradicionales de esta zona. El disco La Cueca consiste principalmente en cuecas recogidas entre noviembre de 1957 y enero de 1958 en la zona comprendida entre Santiago y Concepción.
El álbum cuenta con una portada diseñada por el pintor chileno Julio Escámez y un librillo explicativo de Gastón Soublette, con comentarios acerca de la artista y una explicación sobre las distintas formas de la cueca.
La cueca contiene veinticuatro cuecas populares chilenas, y es abierto y cerrado por breves comentarios de Violeta con respecto a las tradiciones relacionadas con el baile nacional chileno. A través de estos mensajes, se revela el propósito de los álbumes y el carácter de Violeta como madre y gestora del rescate de la música popular chilena.

Bueno, aquí les dejo, entonces, este regalito de cueca chilena. Espero que ustedes las escuchen una y otra vez y saquen de este presente mío alguna conclusión con respecto a nuestra cueca, así como las he sacado yo de los viajes que he hecho al campo y de los años que llevo recopilando.
Violeta Parra, "Palabras finales"

Entre las cuecas contenidas en este disco, "Dicen que el ají maúro" había sido grabada para los discos franceses Chants et danses du Chili, lanzados por Le Chant du Monde en 1956. Por otra parte, en el CD Violeta Parra en Ginebra, que recoge un concierto de 1965 la artista reinterpreta "En el cuarto de la Carmela", utilizándola para explicar el uso de la percusión en la cueca. Los temas "Para qué me casaría" y "Un viejo me pidió un beso" fueron grabados por Isabel y Ángel Parra en el disco Au Chili avec los Parra de Chillan, con acompañamiento de Violeta, en 1963.

## Lista de canciones
- Todos los temas son cuecas tradicionales del folclore chileno, excepto donde se indica.

| Lado A |                                               |               |          |  |
| N.º    | Título                                        | Escritor(es)  | Duración |  |
| 1.     | «Presentación y comentario inicial» (Hablado) | Violeta Parra | 1:48     |  |
| 2.     | «La cueca del balance»                        |               | 2:39     |  |
| 3.     | «Adiós que se va Segundo»                     |               | 1:31     |  |
| 4.     | «Floreció el copihue rojo»                    |               | 1:36     |  |
| 5.     | «Un viejo me pidió un beso»                   |               | 1:31     |  |
| 6.     | «Cueca del organillo»                         |               | 1:26     |  |
| 7.     | «Cuando estaba chiquillona»                   |               | 1:34     |  |
| 8.     | «Una chiquilla en Arauco»                     |               | 1:43     |  |
| 9.     | «Quisiera ser palomita»                       |               | 1:34     |  |
| 10.    | «En el cuarto de la Carmela»                  |               | 1:28     |  |
| 11.    | «La muerte se fue a bañar»                    |               | 1:36     |  |
| 12.    | «De las piernas de un zancudo»                |               | 1:28     |  |
| 13.    | «Dame de tu pelo rubio»                       |               | 1:28     |  |

| Lado B |                                            |                              |          |  |
| N.º    | Título                                     | Escritor(es)                 | Duración |  |
| 1.     | «Comentario» (Hablado)                     | Violeta Parra                | 1:21     |  |
| 2.     | «Yo vide llorar un hombre»                 |                              | 1:37     |  |
| 3.     | «Tengo de hacer un retrato»                |                              | 1:42     |  |
| 4.     | «Pañuelo blanco me diste»                  |                              | 1:34     |  |
| 5.     | «Cueca del payaso»                         |                              | 1:54     |  |
| 6.     | «La mariposa»                              |                              | 1:44     |  |
| 7.     | «Para qué me casaría»                      |                              | 1:24     |  |
| 8.     | «Cueca valseada»                           |                              | 1:24     |  |
| 9.     | «La niña que está bailando»                |                              | 1:43     |  |
| 10.    | «Cueca de armónica»                        |                              | 1:14     |  |
| 11.    | «Dicen que el ají ma'úro»                  |                              | 1:39     |  |
| 12.    | «En la cumbre de Los Andes»                |                              | 1:37     |  |
| 13.    | «Cueca larga de Los Meneses (Segundo pie)» | Nicanor Parra, Violeta Parra | 4:26     |  |
| 14.    | «Palabras finales» (Hablado)               | Violeta Parra                | 0:51     |  |

## Músicos
- Violeta Parra[1] – Voz, Guitarra, Percusión en "Quisiera ser palomita", "De las piernas de un zancudo", "En el cuarto de la Carmela" y "Cueca larga de Los Meneses (Segundo pie)", Armónica en "Cueca de armónica"
- Isabel Parra – Voz en "Cueca del balance" y "En la cumbre de Los Andes"
- Raúl Acevedo Ayala – Organillo en "Cueca del organillo"
- Óscar Parra ("Tony Canarito") – Animación hablada en "Cueca del payaso"
- Banda de circo (no identificada) – Acompañamiento musical en "Cueca del payaso"
- Músicos no identificados – Piano, Guitarra, Contrabajo, Pandero y Güiro en "En la cumbre de Los Andes"

## Detalles
- El primer pie de la "Cueca larga de Los Meneses" había aparecido en el disco anterior, El folklore de Chile, vol. II – Violeta Parra Acompañándose en Guitarra, cubriendo los primeros versos del poema «La cueca larga» de Nicanor Parra. Aquí se cantan las últimas estrofas del poema, correspondientes a las secciones "Zapateadito" y "A la tripa-pollo".[5] La estrofa introductoria no aparece en el poema de Nicanor, y puede ser original de Violeta.[1]

## Ediciones posteriores
Descontando la reedición de Oveja Negra de 2010, existen pocas ediciones en CD de los temas pertenecientes a este disco. Entre las 100 canciones editadas en el box set Antología Violeta Parra, lanzado en 2012, sólo "Adiós que se va Segundo", "Cueca valseada" y "Cueca larga de los Meneses (Segundo pie)" tienen su origen en este álbum, aunque se supone que "El jardinario", "Qué te estai pensando ingrato" y "Las Flores", temas inéditos contenidos en el box set, provienen de las sesiones de grabación de este disco.

### Reedición 2010
Con motivo de la reedición de una gran parte de la discografía de la folclorista en la compilación Obras de Violeta Parra: Musicales, visuales y poéticas lanzada durante 2010, este disco fue relanzado al mercado en formato CD, con idéntico repertorio (aunque a la "Cueca valseada" se le da el título de "Un panadero fue a Misa"), y con el título La cueca, nueva carátula y nuevas notas del periodista David Ponce.